# Rainer Schlegel

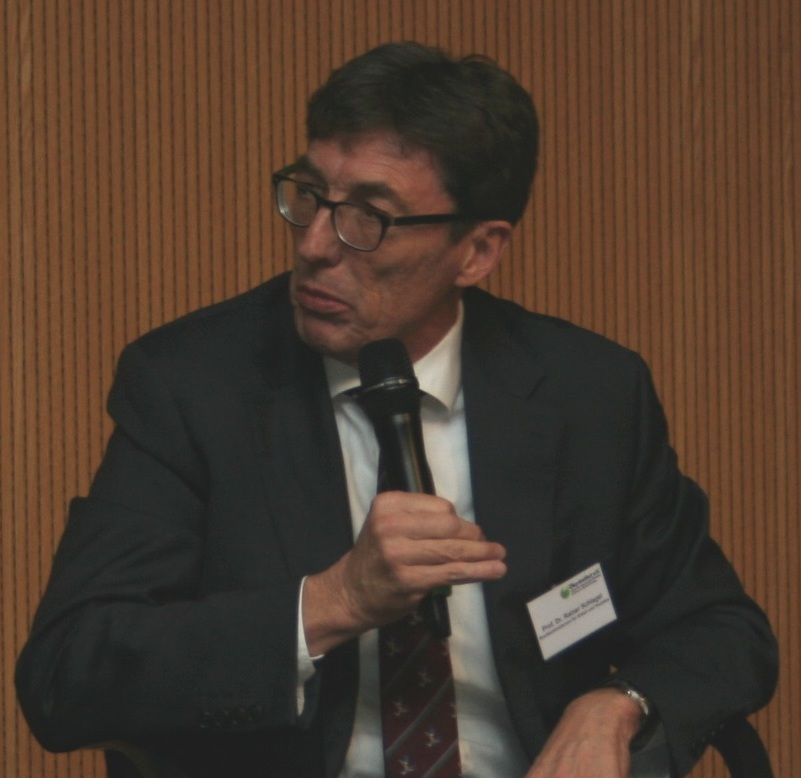
Rainer Schlegel, 2013

Rainer Schlegel (* 4. Februar 1958 in Balingen) ist ein deutscher Jurist und war von Oktober 2016 bis Februar 2024 Präsident des Bundessozialgerichts (BSG). Seit November 2024 ist er als Ombudsmann der Privaten Kranken- und Pflegeversicherung tätig.

## Leben
Rainer Schlegel absolvierte ein Jurastudium an der Eberhard Karls Universität Tübingen, das er im Juni 1983 mit dem Ersten Staatsexamen abschloss. Die zweite juristische Staatsprüfung legte er im Juli 1986 in Stuttgart ab. Sodann wirkte er im Rahmen einer wissenschaftlichen Tätigkeit im rechtswissenschaftlichen Fachbereich der Universität Tübingen, wo er auch 1989 promoviert wurde.
Im April 1987 nahm er eine Tätigkeit als Richter am Sozialgericht Stuttgart auf. Von Januar 1991 bis Dezember des Folgejahres war er an das Bundessozialgericht als wissenschaftlicher Mitarbeiter abgeordnet. Weitere Abordnungen in dieser Funktion schlossen sich von Januar 1993 bis Juli 1994 und von Juli 1994 bis Juni 1996 an. Ziel war dabei das Landessozialgericht Baden-Württemberg bzw. das Bundesverfassungsgericht. Sodann folgten seine Ernennung zum Richter am Landessozialgericht Baden-Württemberg im Jahr 1994 und diejenige zum Richter am Bundessozialgericht zum 1. Januar 1997.
Sein dortiges richterliches Wirken entfaltete er zunächst im 4. Senat, wo er mit dem Themengebiet der Rentenversicherung befasst war. Weitere Stationen waren ab September 1999 der für das Beitragsrecht zuständige 12. Senat und ab November 2004 in der Funktion des stellvertretenden Vorsitzenden der 1. Senat. Ebenfalls im November jenes Jahres übernahm er die Funktion des Präsidialrichters des BSG. Ab Juli 2002 bis Juni 2006 gehörte er dem Präsidialrat an. Im Jahr 2007 stand die Parteienarithmetik seinem Avancement beim Bundessozialgericht entgegen, die SPD war am Zug, den Vorschlag für das Präsidentenamt zu machen, Schlegel gehört der CDU an. Zum 1. August 2008 wurde er zum Vorsitzenden des 4. Senats bestellt, der mit der Grundsicherung für Arbeitsuchende befasst ist. Ab 2010 war er Abteilungsleiter im Bundesministerium für Arbeit und Soziales. Seit Juli 2014 war er Vizepräsident des Bundessozialgerichts. Seit Oktober 2016 ist er Präsident des Bundessozialgerichts. Er ist Vorsitzender des für die gesetzliche Krankenversicherung zuständigen 1. Senats.
Schlegel wurde zudem in den Jahren 2002 bzw. 2005 als Honorarprofessor der Universität Kassel bzw. der Justus-Liebig-Universität Gießen ernannt. Überdies ist er Mitherausgeber mehrerer Kommentare zum Sozialrecht.
Von 2009 bis 2017 war er Vorsitzender des Deutschen Sozialrechtsverbandes, seit 2016 ist er Mitglied der ständigen Deputation des Deutschen Juristentages.
Rainer Schlegels wissenschaftliches Interesse gilt den Grundlagen des Sozialrechts, insbesondere den wirtschaftlichen und gesellschaftlichen Grund- und Rahmenbedingungen der Sozialversicherung. Er spricht sich dafür aus, ausnahmslos sämtliche Erwerbstätige, also auch Beamte und Selbstständige, in die gesetzliche Rentenversicherung einzubeziehen. Die gesetzliche Krankenversicherung soll durch ein strenges Hausarztmodell und die verpflichtende elektronische Patientenakte optimiert werden. Darüber hinaus hält Schlegel es für überlegenswert, die beitragsfinanzierte gesetzliche Krankenversicherung durch ein steuerfinanziertes Gesundheitssystem zu ersetzen.
Rainer Schlegel ist verheiratet und Vater von zwei Kindern. 
Ende Februar 2024 trat er in den Ruhestand.
Im November 2024 trat Schlegel die Nachfolge des im Sommer verstorbenen Heinz Lanfermann als Ombudsmann der Privaten Kranken- und Pflegeversicherung an.

## Veröffentlichungen (Auswahl)
- Abhängige Beschäftigung – ein Auslaufmodell?, Schriften der Juristischen Studiengesellschaft Regensburg e. V., Band 45.
- Nachhaltig handeln, Frankfurter Allgemeine Zeitung 16. August 2018 S. 6.
- Schadensersatz und Sozialversicherungsbeiträge, Dissertation 1989.
- Wen soll das Sozialrecht schützen? Zur Zukunft des Arbeitnehmer- und Beschäftigtenbegriffs im Sozialrecht, Neue Zeitschrift für Sozialrecht 2000, S. 421 ff.
- Welche arbeits- und sozialrechtlichen Maßnahmen empfehlen sich zur Anpassung der Rechtsstellung und zur Verbesserung der Beschäftigungschancen älterer Arbeitnehmer?, Referat auf dem 67. Deutschen Juristentag im September 2008 in Erfurt.
- Übergangsrecht – Aspekte von Rückwirkung und Vertrauensschutz, Vierteljahresschrift für Sozialrecht 2004, S. 313 ff.
- Solidarität. In Festschrift für Renate Jaeger, 2010, S. 331 ff.
- Beschäftigte vs. Selbständige – Deutsches Sozialrecht, 13. Jahrestagung der Arbeitsgruppe Europäisches und Internationales Arbeits- und Sozialrecht (EIAS), Neue Zeitschrift für Arbeitsrecht Beilage 2016, Nr. 1, S. 13 f.
- Zeitenwende auch im Sozialstaat? In: Neue Juristische Wochenschrift 29/2023, S. 2093–2100.